# Зилберштет
Зилберштет (њем. Silberstedt) општина је у њемачкој савезној држави Шлезвиг-Холштајн. Једно је од 134 општинска средишта округа Шлезвиг-Фленсбург. Према процјени из 2010. у општини је живјело 2.218 становника. Посједује регионалну шифру (AGS) 1059079.

## Географски и демографски подаци
Зилберштет се налази у савезној држави Шлезвиг-Холштајн у округу Шлезвиг-Фленсбург. Општина се налази на надморској висини од 13 метара. Површина општине износи 37,9 km². У самом мјесту је, према процјени из 2010. године, живјело 2.218 становника. Просјечна густина становништва износи 59 становника/km².